# Arquebisbat de Madrid
L'Arquebisbat de Madrid és una de les diòcesis en les que es divideix l'Església Catòlica a Espanya. És el cap de les tres diòcesis de la comunitat de Madrid, amb els bisbats d'Alcalá i Getafe com a sufraganis. La seu és la Catedral de l'Almudena. L'arxidiòcesi cobreix una part de la comunitat autònoma de Madrid. El territori està dividit en 476 parròquies. La seu arquebisbal és a la vila de Madrid, on hi ha la catedral de Santa Maria de l'Almudena i l'antiga catedral; actualment la Col·legiata de San Isidro. L'arxidiòcesi compta amb les següents basíliques:
- Basílica de San Francisco el Grande (a la vila de Madrid).
- Basílica de Jesús de Medinaceli (Madrid).
- Basílica d'Atocha (Madrid).
- Basílica de San Miguel (Madrid).
- Basílica de San Vicente de Paul (Madrid).
- Basílica de la Asunción de Nuestra Señora en Colmenar Viejo.
- Monestir d'El Escorial a San Lorenzo de El Escorial.
- Basílica de la Santa Cruz del Valle de los Caídos a San Lorenzo del Escorial.

## Història
El bisbat de Madrid, sota el nom de bisbat de Madrid-Alcalá, va ser creat el 7 de març de 1885, sota el pontificat de Lleó XIII, a partir de territoris que pertanyien a l'arquebisbat de Toledo. Madrid era la seu de la cort des de feia tres segles, però els arquebisbes de Toledo, primats d'Espanya, s'oposaven a la creació del nou bisbat, temerosos de perdre la seva influència a la cort. El mateix any 1885 es creà el seminari diocesà, dedicat a Sant Bonaventura.
El 1911 se celebrà a Madrid el Congrés Eucarístic Internacional.
El 25 de març de 1964 el bisbat va ser elevat al rang d'arquebisbat.
El 23 de juliol del 1991 l'arquebisbat cedí part del seu territori per a l'erecció dels bisbats d'Alcalá i Getafe com a diòcesis sufragànies, adquirint el rang d'arxidiòcesi metropolitana
El 15 de juny de 1993 el Papa Joan Pau II consagrà la Catedral de l'Almudena de Madrid, la primera pedra de la qual havia estat posada pel rei Alfons XII el 4 d'abril de 1883.
El 2006 va celebrar-se a Madrid el tercer sínode diocesà, on els catòlics van poder expressar el seu semblar respecte a diferents aspectes de la vida de l'Església a Madrid. Entre 2006 i 2008 es realitzà una "Missió Jove".
El 2007 una sentència del Tribunal Suprem confirmà la condemna a l'arquebisbat de Madrid, presidit per Antonio María Rouco Varela, com a responsable civil subsidiari d'un cas d'abusos sexuals continuats comesos a un menor per part d'un sacerdot madrileny.
El 2011 l'arquebisbat de Madrid rebé un decret de la Congregació per a l'Educació Catòlica pel qual es crea la Universitat Catòlica de San Dámaso. En aquell mateix any 2011 l'arquebisbat s'encarregà d'organitzar l'acollida de la Jornada Mundial de la Joventut 2011, a la que assistiren uns dos milions de joves de tot el món, convocats pel papa Benet XVI.

## Llista de bisbes
Bisbes de Madrid-Alcalá
- Narciso Martínez Izquierdo (1885–1886)
- Ciriaco María Sancha y Hervas (1886–1892, nomenat arquebisbe de València)
- José María Justo Cos y Macho (1892–1901, nomenat arquebisbe de Valladolid)
- Victoriano Guisasola y Menéndez (1902–1905, nomenat arquebisbe de València)
- José María Salvador y Barrera (1906–1916, nomenat arquebisbe de València)
- Prudencio Melo y Alcalde (1917–1922, nomenat arquebisbe de València)
- Leopoldo Eijo y Garay (1923–1963)

Arquebisbes de Madrid-Alcalá
- Casimiro Morcillo González (1964–1971)
- Vicente Enrique y Tarancón (1971–1983)
- Angel Suquía Goicoechea (1983–1991)

Arquebisbes de Madrid
Arquebisbat de Madrid des de 1991 quan es creen les diòcesis sufragànies d'Alcalá de Henares i Getafe
- Ángel Suquía Goicoechea (1991–1994)
- Antonio María Rouco Varela (1994-2014)
- Carlos Osoro Sierra (des de 2014)[11]

### Bisbes auxiliars de Madrid
- Alberto Iniesta Jiménez (1972-1998)
- César Augusto Franco Martínez (des del 1996)
- Fidel Herráez Vegas (des del 1996)
- Eugenio Romero Pose (1997-2007)
- Juan Antonio Martínez Camino (des del 2008)